# Пондичери
Пудучѐри, също Пондичѐри и Пондишерѝ, е съюзна територия в Южна Индия (в източната част на щата Тамил Наду). Състои се от четири неграничещи една с друга територии. В миналото е била френска колония. Административен център е град Пондичери. Населението е 1 244 464 души. (2-ро място сред съюзните територии, 2011)
През септември 2006 г. официално името е сменено от Пондичери на Пудучери, което означава „Ново село“. Известно е още като „Френската Ривиера на Изтока“. В наши дни Пудучери се определя като образователен център на Южна Индия, приютявайки два университета и десетки колежи и средни училища.

## География
Пудучери се състои от четири окръга: Пондичери, Карайкал и Янам на Бенгалския залив (Лакадивско море) и Мае на Арабско море. Пондичери и Карайкал са най-големите и са анклави в Тамил Наду. Янам и Мае са анклави в Андра Прадеш и Керала съответно. Общата територия е 492 km², а населението (2011 г.) е 1 394 467 души. Територията на окръзите е: Пондичери 293 km², Карайкал 161 km², Мае 9 km² и Янам 20 km². Пондичери и Карайкал имат и най-голямо население.

## История
Има сведения, че римляни са търгували с Пудучери през първата половина на I век от н.е. Гръцкият ръкопис Перипъл на Еритрейското море споменава за пазар под името Подуке или Подука. Английският изследовател Джордж Хантингфорд предполага, че това е място на около 3 km от днешния Пудучери. В музея на Пудучери се пазят римски чаши, делви и монети, първите от които са намерени през 1937 г. Археологическите разкопки между 1944 и 1949 г. потвърждават тези изводи. По-късните изследвания на Вимала Бегли от 1989 до 1992 г. изменят тази оценка и вече се смята, че вносът на стоки, произведени в Рим, е ставал още в периода от III или II век пр.н.е. до VIII век от н.е.
През 1674 г. муниципалитетът Пондичери (фр. Pondichéry) става колония в състава на Френска Индия. Заедно с Чандернагор (вече френски от 1673 г.), Мае (от 1721 г.), Янам (Янаон) (от 1723 г.), Карайкал (Карикал) (от 1739 г.) и Масулипатам (1760 г.), той формира колонията на Френска Индия, с общ френски губернатор в Пондичери, въпреки че френското управление над един или повече от тези анклави е многократно прекъсвано от британски окупации. Териториите на Френска Индия са напълно прехвърлени на Република Индия де факто на 1 ноември 1954 г. и де юре на 16 август 1962 г., когато Френска Индия престава да съществува, превръщайки се в сегашната съюзна територия Пондичери, съчетаваща четири крайбрежни анклава. Петият, Чандернагор, се слива с щата Западна Бенгалия през 1954 г.

## Официални езици
Най-разпространеният първи език е тамилският, който е ро̀ден за 88,2% от населението. Има също говорещи телугу (6,0%), малаялам (3,8%) и урду (0,7%). Официалните езици на Пудучери са френски, тамилски, телугу (в Янам), малаялам (в Мае) и английски. Официално споменаване в парламентарните дебати на Раджа Сабха през 2006 г. потвърждава, че в Пудучери и петте езика са официални.

## Образование
Според преброяването от 2011 г. Пудучери има ниво на грамотност от 86,55. Тук са разположени Университетът на Пондичери и Технологичният университет на Пудучери. Други образователни институции включват над 40 колежа и повече от 80 средни училища.

## Култура
- В Пондичери живее известният индийски философ Шри Ауробиндо и неговата последователка Мира Алфаса, основатели на интегралната йога. Досега повечето от сградите, разположени в централната част на града, са заети от Ашрам Шри Ауробиндо. Днес ашрамът Шри Ауробиндо наброява около 5000 души. Всички къщи, принадлежащи към ашрама Шри Ауробиндо, са боядисани в сиво. Тази част на Пондичери се нарича още „Белия град“.
- Пондичери е мястото за първата третина от романа на Ян Мартел Животът на Пи, за който авторът печели наградата Букър през 2002 г. През 2012 г. излиза филм със същото име, някои части от който са заснети в Пондичери.
- Сюжетът на романа на Лий Лангли „Къщата в Пондичери“ (1996) се развива в Пондичери.
- „Принцът на Пондичери“ е индийски герой от романа на Роалд Дал „Чарли и шоколадовата фабрика“. Принцът нарежда на Уили Уонка да построи в Индия дворец от шоколад, който след това се топи под горещите лъчи на слънцето.
- Пондичери е дом на един от регионалните центрове на Френския институт за Далечния изток.
- Един от героите от филма на Раджкумар Хирани „Тримата идиоти“ – Чатур Рамалингам ("Silencer") – учи в Пондичери.

## Френско влияние
Пудучери все още пази много свидетелства за времето си като френска колония. Кокетни и подредени, перпендикулярни една на друга улички. По произход холандски, архитектурните планове на Пудучери датират от края на XVII век (1693 – 1694) и се пазят в Националните архиви в Хага. Целият град е разделен на две части: Френски квартал ('Ville Blanche' или 'Бял град') и индийски квартал ('Ville Noire' или 'Черен град'). Номерирането на къщите е също уникално в сравнение с други градове в Тамил Наду: всички четни номера са от едната страна на улицата, а нечетните – на противоположната страна.